# Chrysolina halysa
Chrysolina halysa é uma espécie de artrópode pertencente à família Chrysomelidae.